# Renault R17 Electric Restomod x Ora Ïto
Renault R17 Electric Restomod x Ora Ïto — электромобиль, представленный в 2024 году французской компанией Renault.

## Описание
R17 Electric Restomod был представлен 15 сентября 2024 года на выставке Chantilly Concours d'Elegance, а затем 15 октября 2024 года автомобиль был представлен на Парижском автосалоне. R17 Electric Restomod является уникальным концепт-каром с электродвигателем, который основан на Renault 17 (1971). Автомобиль полностью переработан дизайнером из Марселя Ора Ито, отсюда и его название Renault R17 Electric Restomod x Ora Ïto.

## Технические характеристики
R17 Electric Restomod основан на оригинальном самонесущем кузове Renault 17, но в то же время имеет отличия от автомобиля с ДВС. Вместо круглых фар имеются прямоугольные прожекторы, крылья расширены на 17 см, а колёсные арки были переработаны. Кузов окрашен в цвет «Galactic Brown».
Мощность электродвигателя составляет 270 л. с. Двигатель расположен сзади.

## Галерея

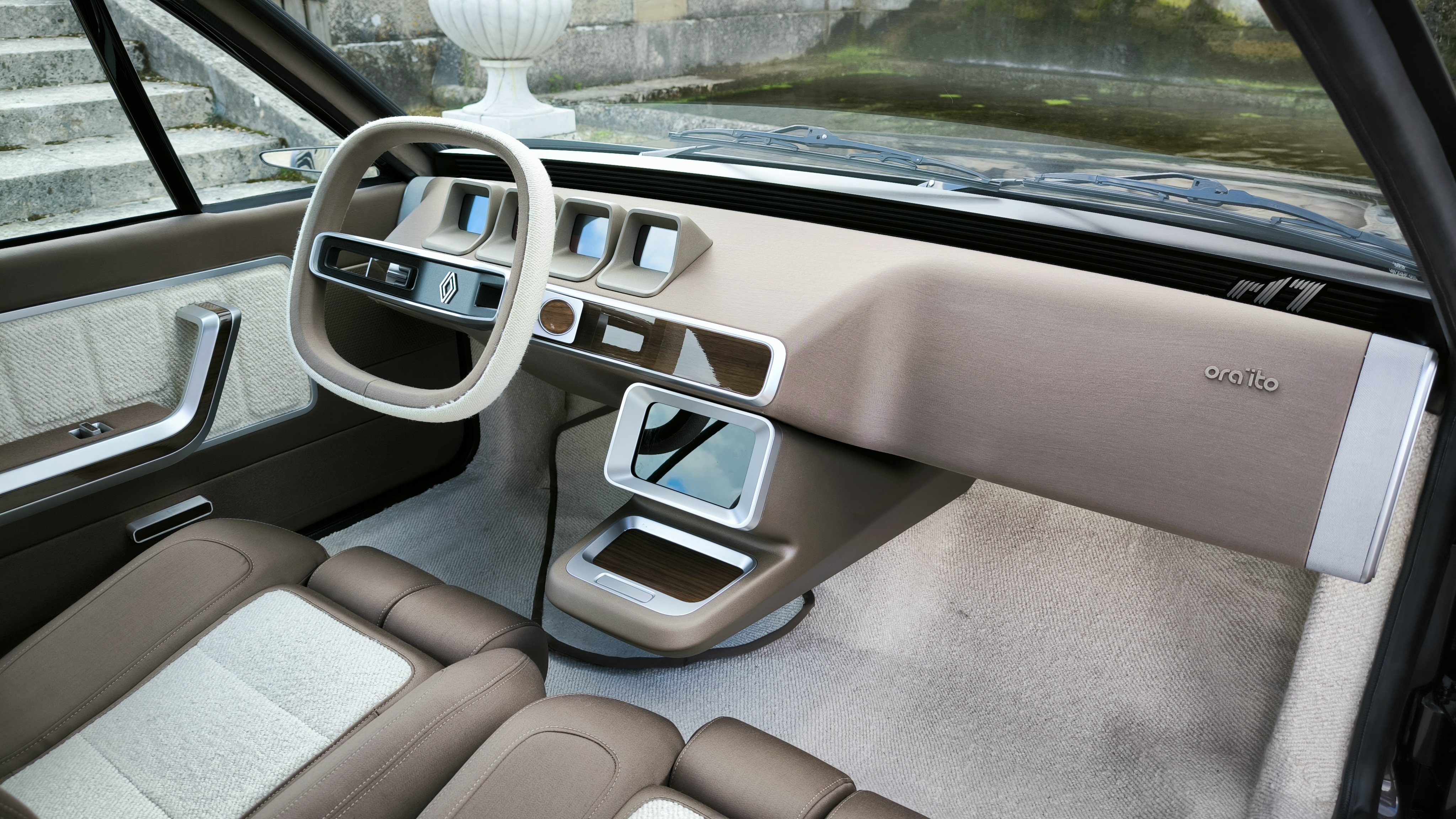
Интерьер
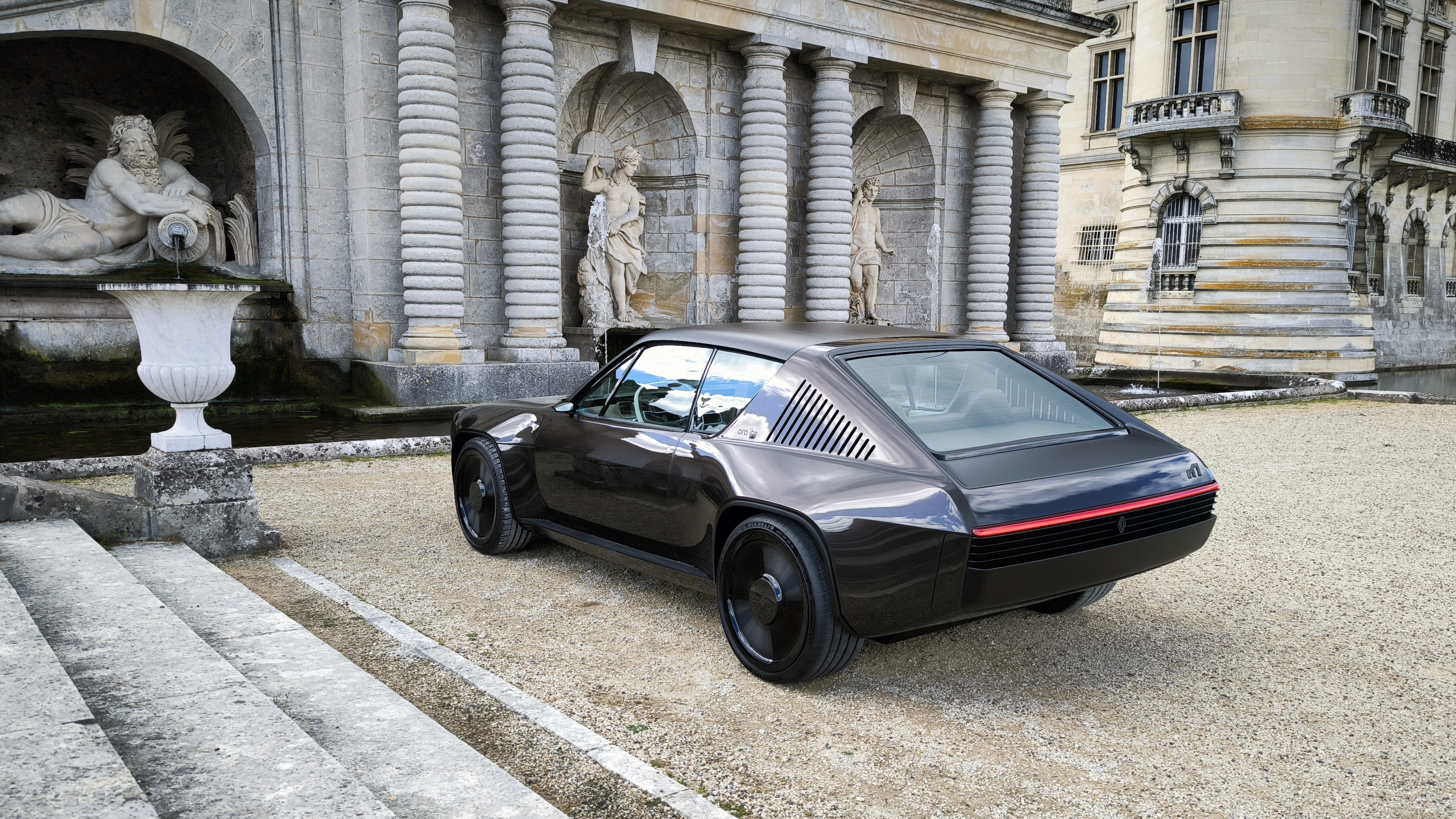
Вид сзади